# Eleccions presidencials de Corea del Sud de 1997
El 18 de desembre de 1997 es van celebrar eleccions presidencials a Corea del Sud. El resultat va ser una victòria per al candidat de l'oposició, Kim Dae-jung, que va guanyar amb el 40,3% dels vots. Quan va assumir el càrrec en 1998, va ser la primera vegada en la història de Corea que el partit governant transferia el poder de manera pacífica al partit de l'oposició.
Amb un marge de victòria del 1,52%, les eleccions presidencials de 1997 van ser les més renyides fins a les eleccions presidencials de 2022.

## Context
Les eleccions es van celebrar en el context de la crisi econòmica, en la qual Corea del Sud es va veure obligada a acceptar un rescat del FMI el 3 de desembre.

## Campanya
Els primers sondejos mostraven que Lee Hoi-chang avantatjava a Kim Dae-jung en fins a 15 punts percentuals.
L'avantatge de Lee Hoi-chang es va esfumar quan van aparèixer informacions en la premsa que els dos fills de Lee havien eludit el servei militar obligatori aprimant abans dels seus exàmens físics. L'opinió pública sud-coreana tendeix a ser intolerant amb els homes que intenten eludir el servei militar obligatori o rebre un tracte especial. Lee In-je va llançar llavors la seva pròpia candidatura a la presidència, al·legant que Lee Hoi-chang no podia guanyar les eleccions i que ell mateix representava un canvi generacional en la política sud-coreana, ja que era 20 anys més jove que qualsevol altre candidat en la carrera electoral. Aquests fets van portar a Kim a liderar les enquestes per un estret marge.
Les eleccions van ser les primeres en les quals es van celebrar debats televisius electorals entre els candidats.

### Coalició dels Kim
Poques setmanes abans de les eleccions, es van produir dues aliances electorals. Primer es van unir Kim Dae-juny i Kim Jong-pil el 3 de novembre. El segon va anunciar que retiraria la seva candidatura a la presidència per donar suport al primer, i al seu torn el nomenaria com primer ministre una vegada elegit president. Els dos Kim també van acordar revisar la Constitució després de les eleccions, passant del sistema presidencial al parlamentari.

### Coalició anti-Kim
D'altra banda, necessitats d'un avanç a mesura que la popularitat de Kim Dae-jung es disparava, Lee Hoi-chang i Cho Soon també van acordar combinar les seves forces. El 21 de novembre, el Partit de la Nova Corea i el Partit Democràtic es van fusionar en un sol partit i es va fundar el Gran Partit Nacional. Cho Soon va ser nomenat president del partit i Lee Hoi-chang, candidat a la presidència.